# Atletismo nos Jogos Olímpicos de Verão de 2016 - 400 m masculino
A competição dos 400 metros rasos masculino do atletismo nos Jogos Olímpicos de Verão de 2016 aconteceu entre os dias 12 e 14 de agosto no Estádio Olímpico.

## Calendário
Horário local (UTC-3).
| Data                          | Horário | Fase          |
| ----------------------------- | ------- | ------------- |
| Sexta, 12 de agosto de 2016   | 21:05   | Eliminatórias |
| Sábado, 13 de agosto de 2016  | 20:30   | Semifinais    |
| Domingo, 14 de agosto de 2016 | 22:00   | Final         |

## Medalhistas
| Ouro   | RSA Wayde van Niekerk |
| Prata  | GRN Kirani James      |
| Bronze | USA LaShawn Merritt   |

## Recordes
Antes desta competição, os recordes mundiais e olímpicos da prova eram os seguintes:
| Tipo | Atleta          | Tempo   | Local   | Data                 |
| ---- | --------------- | ------- | ------- | -------------------- |
|      | Michael Johnson | 43,18 s | Sevilha | 26 de agosto de 1999 |
|      | Michael Johnson | 43,49 s | Atlanta | 29 de julho de 1996  |

Os seguintes novos recordes foram estabelecidos durante esta competição:
| Data         | Prova | Atleta            | Nacionalidade | Tempo | Recordes |
| ------------ | ----- | ----------------- | ------------- | ----- | -------- |
| 14 de agosto | Final | Wayde van Niekerk | África do Sul | 43.03 | ,        |

## Resultados

### Eliminatórias
Qualificação: Os primeiros 3 em cada bateria (Q) e os três mais rápidos (q) avançam para as semifinais.

#### Bateria 1
| Pos. | Raia | Atleta                 | CON                   | Reação | Tempo | Notas |
| ---- | ---- | ---------------------- | --------------------- | ------ | ----- | ----- |
| 1    | 2    | Machel Cedenio         | TTO Trinidad e Tobago | 0.179  | 44.98 | Q     |
| 2    | 7    | Gil Roberts            | USA Estados Unidos    | 0.168  | 45.27 | Q     |
| 3    | 4    | Yoandys Lescay         | CUB Cuba              | 0.199  | 45.36 | Q,    |
| 4    | 6    | Fitzroy Dunkley        | JAM Jamaica           | 0.176  | 45.66 |       |
| 5    | 3    | Kevin Borlée           | BEL Bélgica           | 0.138  | 45.90 |       |
| 6    | 5    | Alberth Bravo          | VEN Venezuela         | 0.205  | 46.15 |       |
| 7    | 1    | Alex Sampao            | KEN Quênia            | 0.199  | 46.62 |       |
| 8    | 8    | Ousseini Djibo Idrissa | NIG Níger             | 0.173  | 50.06 |       |

#### Bateria 2
| Pos. | Raia | Atleta         | CON            | Reação | Tempo | Notas   |
| ---- | ---- | -------------- | -------------- | ------ | ----- | ------- |
| 1    | 4    | Bralon Taplin  | GRN Granada    | 0.162  | 45.15 | Q       |
| 2    | 2    | Nery Brenes    | CRC Costa Rica | 0.151  | 45.53 | Q       |
| 3    | 7    | Karabo Sibanda | BOT Botsuana   | 0.166  | 45.56 | Q       |
| 4    | 1    | Matteo Galvan  | ITA Itália     | 0.154  | 46.07 |         |
| 5    | 3    | Raymond Kibet  | KEN Quênia     | 0.234  | 46.15 |         |
| 6    | 6    | Mehboob Ali    | PAK Paquistão  | 0.212  | 48.37 |         |
| 7    | 8    | Bachir Mahamat | CHA Chade      | 0.188  | 48.59 |         |
| –    | 5    | Anas Beshr     | EGY Egito      | 0.141  | DSQ   | R163.3a |

#### Bateria 3
| Pos. | Raia | Atleta                   | CON                          | Reação | Tempo | Notas   |
| ---- | ---- | ------------------------ | ---------------------------- | ------ | ----- | ------- |
| 1    | 7    | Wayde van Niekerk        | RSA África do Sul            | 0.147  | 45.26 | Q       |
| 2    | 2    | Luguelín Santos          | DOM República Dominicana     | 0.148  | 45.61 | Q       |
| 3    | 8    | Javon Francis            | JAM Jamaica                  | 0.172  | 45.88 | Q       |
| 4    | 6    | Jonathan Borlée          | BEL Bélgica                  | 0.162  | 46.01 |         |
| 5    | 3    | Alphas Kishoyian         | KEN Quênia                   | 0.147  | 46.74 |         |
| 6    | 5    | Brandon Valentine-Parris | VIN São Vicente e Granadinas | 0.144  | 47.62 |         |
| –    | 4    | Alonzo Russell           | BAH Bahamas                  | 0.159  | DSQ   | R163.3a |

#### Bateria 4
| Pos. | Raia | Atleta           | CON                               | Reação | Tempo | Notas                |
| ---- | ---- | ---------------- | --------------------------------- | ------ | ----- | -------------------- |
| 1    | 5    | Lalonde Gordon   | TTO Trinidad e Tobago             | 0.153  | 45.24 | Q                    |
| 2    | 4    | Luka Janežič     | SLO Eslovênia                     | 0.148  | 45.33 | Q                    |
| 3    | 6    | Baboloki Thebe   | BOT Botsuana                      | 0.155  | 45.41 | Q                    |
| 4    | 1    | Chris Brown      | BAH Bahamas                       | 0.147  | 45.56 | Recorde da temporada |
| 5    | 2    | Martyn Rooney    | GBR Grã-Bretanha                  | 0.154  | 45.60 |                      |
| 6    | 7    | Julian Walsh     | JPN Japão                         | 0.149  | 46.37 |                      |
| 7    | 8    | Gustavo Cuesta   | DOM República Dominicana          | 0.143  | 46.92 |                      |
| 8    | 3    | James Chiengjiek | ROT Equipe Olímpica de Refugiados | 0.213  | 52.89 |                      |

#### Bateria 5
| Pos. | Raia | Atleta               | CON                   | Reação | Tempo | Notas |
| ---- | ---- | -------------------- | --------------------- | ------ | ----- | ----- |
| 1    | 8    | LaShawn Merritt      | USA Estados Unidos    | 0.235  | 45.28 | Q     |
| 2    | 3    | Abdalelah Haroun     | QAT Catar             | 0.190  | 45.76 | Q     |
| 3    | 6    | Isaac Makwala        | BOT Botsuana          | 0.242  | 45.91 | Q     |
| 4    | 2    | Vitaliy Butrym       | UKR Ucrânia           | 0.166  | 45.92 |       |
| 5    | 4    | Donald Blair-Sanford | ISR Israel            | 0.163  | 46.06 |       |
| 6    | 5    | Deon Lendore         | TTO Trinidad e Tobago | 0.201  | 46.15 |       |
| 7    | 7    | Hederson Estefani    | BRA Brasil            | 0.234  | 46.68 |       |

#### Bateria 6
| Pos. | Raia | Atleta               | CON                | Reação | Tempo | Notas   |
| ---- | ---- | -------------------- | ------------------ | ------ | ----- | ------- |
| 1    | 6    | Kirani James         | GRN Granada        | 0.156  | 44.93 | Q       |
| 2    | 5    | Rusheen McDonald     | JAM Jamaica        | 0.179  | 45.22 | Q,      |
| 3    | 2    | Matthew Hudson-Smith | GBR Grã-Bretanha   | 0.142  | 45.26 | Q       |
| 4    | 3    | David Verburg        | USA Estados Unidos | 0.167  | 45.48 | q       |
| 5    | 7    | Winston George       | GUY Guiana         | 0.186  | 45.77 |         |
| 6    | 8    | Diego Palomeque      | COL Colômbia       | 0.159  | 46.48 |         |
| –    | 4    | Abubakar Abbas       | BRN Bahrein        | 0.192  | DSQ   | R163.3a |

#### Bateria 7
| Pos. | Raia | Atleta              | CON                 | Reação | Tempo | Notas                |
| ---- | ---- | ------------------- | ------------------- | ------ | ----- | -------------------- |
| 1    | 7    | Ali Khamis          | BRN Bahrein         | 0.161  | 45.12 | Q                    |
| 2    | 1    | Steven Gardiner     | BAH Bahamas         | 0.149  | 45.24 | Q                    |
| 3    | 8    | Liemarvin Bonevacia | NED Países Baixos   | 0.142  | 45.49 | Q                    |
| 4    | 5    | Rafał Omelko        | POL Polônia         | 0.177  | 45.54 | q                    |
| 5    | 4    | Pavel Maslák        | CZE República Checa | 0.183  | 45.54 | q                    |
| 6    | 6    | Mohammad Anas       | IND Índia           | 0.158  | 45.95 |                      |
| 7    | 2    | Orukpe Erayokan     | NGR Nigéria         | 0.180  | 47.42 | Recorde da temporada |
| 8    | 3    | Yuzo Kanemaru       | JPN Japão           | 0.144  | 48.38 |                      |

### Semifinais
Qualificação: 2 primeiros de cada bateira (Q), mais os 2 melhores tempos (q) foram classificados a final.

#### Semifinal 1
| Pos. | Raia | Atleta              | CON                      | Reação | Tempo | Notas                |
| ---- | ---- | ------------------- | ------------------------ | ------ | ----- | -------------------- |
| 1    | 4    | Kirani James        | GRN Granada              | 0.144  | 44.02 | Q,                   |
| 2    | 6    | LaShawn Merritt     | USA Estados Unidos       | 0.271  | 44.21 | Q                    |
| 3    | 2    | Karabo Sibanda      | BOT Botsuana             | 0.174  | 44.47 | q,                   |
| 4    | 7    | Luguelín Santos     | DOM República Dominicana | 0.155  | 44.71 | Recorde da temporada |
| 5    | 1    | Javon Francis       | JAM Jamaica              | 0.170  | 44.96 |                      |
| 6    | 5    | Nery Brenes         | CRC Costa Rica           | 0.181  | 45.02 |                      |
| 7    | 8    | Liemarvin Bonevacia | NED Países Baixos        | 0.166  | 45.03 | Recorde da temporada |
| 8    | 3    | Lalonde Gordon      | TTO Trinidad e Tobago    | 0.157  | 45.13 |                      |

#### Semifinal 2
| Pos. | Raia | Atleta            | CON                   | Reação | Tempo | Notas                |
| ---- | ---- | ----------------- | --------------------- | ------ | ----- | -------------------- |
| 1    | 5    | Machel Cedenio    | TTO Trinidad e Tobago | 0.243  | 44.39 | Q                    |
| 2    | 3    | Wayde van Niekerk | RSA África do Sul     | 0.156  | 44.45 | Q                    |
| 3    | 2    | Pavel Maslák      | CZE República Checa   | 0.185  | 45.06 | Recorde da temporada |
| 4    | 6    | Luka Janežič      | SLO Eslovênia         | 0.154  | 45.07 | Recorde nacional     |
| 5    | 1    | David Verburg     | USA Estados Unidos    | 0.159  | 45.61 |                      |
| 6    | 4    | Rusheen McDonald  | JAM Jamaica           | 0.182  | 46.12 |                      |
| 7    | 7    | Abdalelah Haroun  | QAT Catar             | 0.173  | 46.66 |                      |
| –    | 8    | Baboloki Thebe    | BOT Botsuana          | —      | DNS   |                      |

#### Semifinal 3
| Pos. | Raia | Atleta               | CON                | Reação | Tempo | Notas                |
| ---- | ---- | -------------------- | ------------------ | ------ | ----- | -------------------- |
| 1    | 6    | Bralon Taplin        | GRN Granada        | 0.171  | 44.44 | Q                    |
| 2    | 8    | Matthew Hudson-Smith | GBR Grã-Bretanha   | 0.143  | 44.48 | Q,                   |
| 3    | 3    | Ali Khamis           | BRN Bahrein        | 0.145  | 44.49 | q,                   |
| 4    | 4    | Gil Roberts          | USA Estados Unidos | 0.151  | 44.65 | Recorde da temporada |
| 5    | 5    | Steven Gardiner      | BAH Bahamas        | 0.156  | 44.72 |                      |
| 6    | 7    | Yoandys Lescay       | CUB Cuba           | 0.216  | 45.00 | Recorde pessoal      |
| 7    | 2    | Rafał Omelko         | POL Polônia        | 0.164  | 45.28 |                      |
| 8    | 1    | Isaac Makwala        | BOT Botsuana       | 0.173  | 46.60 |                      |

### Final
| Pos.              | Raia | Atleta               | CON                   | Reação | Tempo | Notas                |
| ----------------- | ---- | -------------------- | --------------------- | ------ | ----- | -------------------- |
| Medalha de ouro   | 8    | Wayde van Niekerk    | RSA África do Sul     | 0.181  | 43.03 | ,                    |
| Medalha de prata  | 6    | Kirani James         | GRN Granada           | 0.134  | 43.76 | Recorde da temporada |
| Medalha de bronze | 5    | LaShawn Merritt      | USA Estados Unidos    | 0.204  | 43.85 | Recorde da temporada |
| 4                 | 3    | Machel Cedenio       | TTO Trinidad e Tobago | 0.203  | 44.01 | Recorde nacional     |
| 5                 | 1    | Karabo Sibanda       | BOT Botsuana          | 0.164  | 44.25 | Recorde pessoal      |
| 6                 | 2    | Ali Khamis           | BRN Bahrein           | 0.148  | 44.36 | Recorde nacional     |
| 7                 | 4    | Bralon Taplin        | GRN Granada           | 0.181  | 44.45 |                      |
| 8                 | 7    | Matthew Hudson-Smith | GBR Grã-Bretanha      | 0.138  | 44.61 |                      |

Legenda
| Recorde mundial      | Recorde mundial (World record)               |                       | Recorde africano                      | Recorde africano (African) |                                           | Q | Classificado por posição (Qualified) |
| Recorde olímpico     | Recorde olímpico (Olympic record)            | Recorde da América    | Recorde da América (Americas)         | q                          | Classificado por melhor tempo (Qualified) |   |                                      |
| Melhor marca do ano  | Melhor marca do ano (World leading)          | Recorde asiático      | Recorde asiático (Asian)              | DNS                        | Não largou (Did not start)                |   |                                      |
| Recorde nacional     | Recorde nacional (National record)           | Recorde europeu       | Recorde europeu (European)            | DNF                        | Não terminou (Did not finish)             |   |                                      |
| Recorde pessoal      | Recorde pessoal do atleta (Personal best)    | Recorde da Oceania    | Recorde da Oceania (Oceania)          | DSQ / DQ                   | Desclassificado (Disqualified)            |   |                                      |
| Recorde da temporada | Recorde da temporada do atleta (Season best) | Recorde sul-americano | Recorde sul-americano (South America) | NM                         | Sem marca (No mark)                       |   |                                      |